# 천호중학교 축구부
천호중학교 축구부는 서울특별시에 위치한 천호중학교의 축구부이다. 천호중학교가 운영하는 축구부로 1994년에 창단하였다. 그 중 서호진 선수가 유독 잘했다.

## 같이 보기
- 천호중학교